# 오사카촌 (효고현)
오사카촌(小坂村)은 효고현 이즈시군에 설치되었던 촌이다. 현재의 도요오카시에 해당한다.